# Hugh Fortescue (3e comte Fortescue)
Pour les articles homonymes, voir Fortescue.
Hugh Fortescue, 3e comte Fortescue (4 avril 1818 - 10 octobre 1905), connu sous le nom de vicomte Ebrington de 1841 à 1861, est un pair britannique et un homme politique du Parti libéral.

## Biographie
Il est né à Londres le 4 avril 1818. Il est le fils aîné de Hugh Fortescue (2e comte Fortescue) (1783-1861), et de sa première épouse, Susan (décédée en 1827), fille aînée de Dudley Ryder (1er comte de Harrowby). Il est un apôtre de Cambridge.
Il est nommé sous-lieutenant du Devon le 4 mars 1839.
Il entre à la Chambre des communes en 1841 en tant que député de Plymouth. Il perd ce siège en 1852, mais est réélu en 1854 pour Marylebone, siège qu'il occupe jusqu'en 1859, date à laquelle il est appelé à la Chambre des lords par un bref d'accélération. En 1861, il succède à son père comme comte.

## Famille
Il épouse Georgiana Augusta Caroline Dawson-Damer (13 juin 1826-8 décembre 1866), petite-fille de John Dawson, 1er comte de Portarlington, le 1er mars 1847. Ils ont quatorze enfants: 
- Susan Elizabeth (née en 1848, décédée le 7 juillet 1919), jamais mariée.
- Mary Eleanor Fortescue (née en 1849, décédée le 12 octobre 1938), épouse George Bridgeman.
- Lucy Catherine Fortescue (née en 1851, décédée le 19 mars 1940), épouse Michael Hicks Beach.
- Georgiana Seymour Fortescue (née en 1852, décédée le 24 décembre 1915), épouse son cousin, Ernest Seymour, fils de Francis Seymour (5e marquis d'Hertford).
- Hugh Fortescue (4e comte Fortescue) (né le 16 avril 1854, décédé le 29 octobre 1932)
- Seymour John Fortescue (en), (né le 10 février 1856, décédé le 20 mars 1942), décédé célibataire.
- Lionel Henry Dudley Fortescue (né le 19 novembre 1857, tué au combat le 11 juin 1900), épouse Emily Adam
- Arthur Grenville Fortescue (né le 24 décembre 1858, décédé le 3 octobre 1895), de Hudscott, Chittlehampton, Devon, épouse Lilla Fane
- John William Fortescue (né le 28 décembre 1859, décédé le 22 octobre 1933), marié à Winifred Beech
- Charles Granville Fortescue (en) (né le 30 octobre 1861, décédé le 1er février 1951), épouse Ethel Clarke, fille de Charles Clarke (3e baronnet)
- Eleanor Hester Fortescue (née en 1863, décédée le 11 septembre 1864)
- Alice Sophia Fortescue (née en 1864, décédée le 12 novembre 1881)
- Frances Blanche Fortescue (née en 1865, décédée le 24 octobre 1950), épouse Archibald Hay Gordon-Duff. Leur fille Jane Minney Gordon-Duff épouse Ronald Roxburgh.
- William George Damer Fortescue, (né le 8 décembre 1866, disparu en mer en septembre 1887)